# Subba Row
Tallapragada Subba Row, noto come Subba Row (Kakinada, 6 luglio 1856 – Adyar, 24 giugno 1890), è stato un filosofo e teosofo indiano, importante membro della Società Teosofica.
Fu infatti grazie ai suoi suggerimenti e ai suoi contatti che la sede della Società Teosofica fu stabilita ad Adyar, dove si trova tuttora. 
Per la sua vasta erudizione, Helena Petrovna Blavatsky aveva inizialmente pensato di collaborare con lui per la stesura de La Dottrina Segreta. Alla sua morte, avvenuta a trentaquattro anni a causa di una non ben definita malattia cutanea, il colonnello Henry Steel Olcott disse che «non c'è più stato nessuno come lui dotato di brillantezza e di genio capace di cogliere l'essenza dell'antica saggezza».
La preparazione filosofica di Subba Row si basa essenzialmente sulla filosofia Vedânta ma con ampie aperture alla teosofia di Madame Blavatsky.

## Biografia
Tallapragada nasce in una famiglia di bramini nell'Andra Pradesh. Il nonno era un amministratore del tribunale distrettuale e suo zio materno era un alto funzionario del governo al servizio del Raja del Pithapuram. A sei anni il padre morì e da allora fu allevato dallo zio. A quattordici anni durante una visita a Benares con la madre Tallapragada incontrò uno yogi che lo iniziò alla Brahamavidya, una forma di yoga basata sull'insegnamento e la pratica delle Upanishad. per il resto della sua vita Subba Row praticò quotidianamente le meditazioni prescritte e le preghiere.
Sebbene non avesse mostrato particolari doti al liceo, presto brillò nella carriera universitaria risultando essere tra i migliori del Madras Presidency College, in cui ottenne il Bachelor of Arts nel 1876; dopo aver ottenuto la laurea in Giurisprudenza, inoltre, lavorò in uno studio legale molto rispettato per circa dieci anni.
Sarebbe probabilmente diventato un grande avvocato o un brillante politico se non avesse sviluppato «una forza irresistibile per la filosofia».
Nel 1878 infatti Helena Petrovna Blavatsky e Henry Steel Olcott si stabilirono a Bombay, e da allora cominciò una corrispondenza tra il giovane avvocato e la teosofa russa. Nel 1882 Subba Row convinse Blavatsky ed Olcott a spostare la sede della Società Teosofica ad Adyar, nei pressi di Madras sulla costa sud orientale dell'India. Diventò quindi segretario generale della Società Teosofica e redattore della rivista The Theosophist.

Olcott ha commentato lo stile di Subba Row con queste parole: